# Everlong
Everlong – singel amerykańskiego zespołu rockowego Foo Fighters z ich drugiego albumu, The Colour and the Shape, wydany w 1997. Singel uzyskał status złotej płyty w Stanach Zjednoczonych.
W 2002 utwór zajął 39. miejsce na liście 100 Greatest Singles Of All Time według magazynu Kerrang!. Ponadto w 2009 zajął 28. miejsce na liście Top 100 Hard Rock Songs według VH1 i 9. miejsce na liście Hottest 100 Of All Time według Triple J. Teledysk do singla, który wyreżyserował Michel Gondry, zajął 22. miejsce na liście 100 Music Videos of All Time według Stylus Magazine.

## Lista utworów
1. „Everlong” – 4:10
2. „Drive Me Wild” – 3:22
3. „See You” (na żywo) – 2:29

## Twórcy
- Dave Grohl – wokal, gitara rytmiczna, perkusja
- Pat Smear – gitara prowadząca
- Nate Mendel – gitara basowa

## Listy przebojów
| Lista przebojów (1997)  | Pozycja |
| ----------------------- | ------- |
| ARIA Charts             | 45      |
| Canadian Alternative 30 | 5       |
| RIANZ                   | 34      |
| UK Singles Chart        | 18      |
| Modern Rock Tracks      | 3       |
| Mainstream Rock Tracks  | 4       |